# Desigualdade de martingale de Doob
Na matemática, a desigualdade de martingale de Doob é um resultado no estudo dos processos estocásticos. Esta dá um limite sobre a probabilidade de que um processo estocástico exceda qualquer dado valor sobre um dado intervalo de tempo. Como o nome sugere, o resultado é geralmente dado no caso em que o processo é um martingale negativo, mas o resultado também é válido para submartingales não negativos.
A desigualdade recebe este nome em homenagem ao matemático norte-americano Joseph Leo Doob.

## Afirmação da desigualdade
Considere {\displaystyle X} um submartingale que assume valores reais não negativos, seja em tempo discreto, seja em tempo contínuo. Isto é, para todos os tempos {\displaystyle s} e {\displaystyle t} com {\displaystyle s<t}:
{\displaystyle X_{s}\leq \mathbf {E} \left[X_{t}{\big |}{\mathcal {F}}_{s}\right].}
Para um submartingale de tempo contínuo, assume-se posteriormente que o processo é càdlàg. Então, para qualquer constante {\displaystyle C>0},
{\displaystyle \mathbf {P} \left[\sup _{0\leq t\leq T}X_{t}\geq C\right]\leq {\frac {\mathbf {E} \left[X_{T}\right]}{C}}.}
Acima, como é convencional, {\displaystyle \mathbf {P} } denota a medida de probabilidade no espaço amostral {\displaystyle \Omega } do processo estocástico:
{\displaystyle X:[0,T]\times \Omega \to [0,+\infty )}
e {\displaystyle \mathbf {E} } denota o valor esperado com respeito à medida de probabilidade {\displaystyle \mathbf {P} }, isto é, a integral
{\displaystyle \mathbf {E} [X_{T}]=\int _{\Omega }X_{T}(\omega )\mathrm {d} \mathbf {P} (\omega )}
no sentido da integração de Lebesgue. {\displaystyle {\mathcal {F}}_{s}} denota a sigma-álgebra gerada por todas as variáveis aleatórias {\displaystyle X_{i}} com {\displaystyle i\leq s}. A coleção de tais sigma-álgebras forma uma filtração do espaço de probabilidade.

## Desigualdades posteriores
Há desigualdades de (sub)martingale posteriores que também se devem a Doob. Com os mesmos pressupostos sobre {\displaystyle X} como acima, considere:
{\displaystyle S_{t}=\sup _{0\leq s\leq t}X_{s}}
e, para {\displaystyle p\geq 1}, considere:
{\displaystyle \|X_{t}\|_{p}=\|X_{t}\|_{L^{p}(\Omega ,{\mathcal {F}},\mathbf {P} )}=\left(\mathbf {E} \left[|X_{t}|^{p}\right]\right)^{\frac {1}{p}}.}
Nesta notação, a desigualdade de Doob como afirmada acima lê:
{\displaystyle \mathbf {P} \left[S_{T}\geq C\right]\leq {\frac {\|X_{T}\|_{1}}{C}}.}
As seguintes desigualdade também se aplicam: para {\displaystyle p=1},
{\displaystyle \|S_{T}\|_{p}\leq {\frac {e}{e-1}}\left(1+\|X_{T}\log ^{+}X_{T}\|_{p}\right)}
e, para {\displaystyle p>1},
{\displaystyle \|X_{T}\|_{p}\leq \|S_{T}\|_{p}\leq {\frac {p}{p-1}}\|X_{T}\|_{p}.}

## Desigualdades relacionadas
A desigualdade de Doob para martingales de tempo discreto implica a desigualdade de Kolmogorov: se {\displaystyle X_{1},X_{2},...} for uma sequência de variáveis aleatórias independentes de valores reais, cada uma com média zero, fica claro que:
{\displaystyle {\begin{aligned}\mathbf {E} \left[X_{1}+\dots +X_{n}+X_{n+1}{\big |}X_{1},\dots ,X_{n}\right]&=X_{1}+\dots +X_{n}+\mathbf {E} \left[X_{n+1}{\big |}X_{1},\dots ,X_{n}\right]\\&=X_{1}+\cdots +X_{n},\end{aligned}},}
de modo que {\displaystyle M_{n}=X_{1}+...+X_{n}} é um martingale. Note que a desigualdade de Jensen implica que {\displaystyle |M_{n}|} é um submartingale não negativo se {\displaystyle M_{n}} for um martingale. Assim, assumindo {\displaystyle p=2} na desigualdade de martingale de Doob,
{\displaystyle \mathbf {P} \left[\max _{1\leq i\leq n}\left|M_{i}\right|\geq \lambda \right]\leq {\frac {\mathbf {E} \left[M_{n}^{2}\right]}{\lambda ^{2}}},}
que é precisamente a afirmação da desigualdade de Kolmogorov.

## Aplicação no movimento browniano
Considere que {\displaystyle B} denota um movimento browniano unidimensional canônico. Então,
{\displaystyle \mathbf {P} \left[\sup _{0\leq t\leq T}B_{t}\geq C\right]\leq \exp \left(-{\frac {C^{2}}{2T}}\right).}
A prova é como segue: já que a função exponencial é monotonamente crescente, para qualquer {\displaystyle \lambda } não negativo,
{\displaystyle \left\{\sup _{0\leq t\leq T}B_{t}\geq C\right\}=\left\{\sup _{0\leq t\leq T}\exp(\lambda B_{t})\geq \exp(\lambda C)\right\}.}
Pela desigualdade de Doob e, já que a exponencial do movimento browniano é um submartingale positivo,
{\displaystyle {\begin{aligned}\mathbf {P} \left[\sup _{0\leq t\leq T}B_{t}\geq C\right]&=\mathbf {P} \left[\sup _{0\leq t\leq T}\exp(\lambda B_{t})\geq \exp(\lambda C)\right]\\&\leq {\frac {\mathbf {E} \left[\exp(\lambda B_{T})\right]}{\exp(\lambda C)}}\\&=\exp \left({\tfrac {1}{2}}\lambda ^{2}T-\lambda C\right)&&\mathbf {E} \left[\exp(\lambda B_{t})\right]=\exp \left({\tfrac {1}{2}}\lambda ^{2}t\right)\end{aligned}}.}
Já que o lado esquerdo não depende de {\displaystyle \lambda }, escolhe-se {\displaystyle \lambda } para minimizar o lado direito. {\displaystyle \lambda =C/T} dá a desigualdade desejada.